# 芦沢俊郎
芦沢 俊郎（あしざわ としろう、1930年6月26日 - 2020年10月20日）は、日本の脚本家。東京都府中市出身。

## 経歴
1952年に早稲田大学文学部を卒業、松竹大船撮影所脚本部に入部し、斎藤良輔に師事。1959年にフリーの脚本家となる。後に「芦沢俊郎のシナリオ研究塾」を開講した。
2020年10月20日、肺梗塞のため死去。90歳没。

## 作品

### テレビドラマ
- 風の視線（1970年、フジテレビ）
- 水戸黄門（C.A.L/TBS系）
- 大岡越前（C.A.L/TBS系）
- 影の軍団（KTV・東映）

### 映画
- 真紅な海が呼んでるぜ（1965年、日活）

### アニメ
- まんが日本昔ばなし（愛企画センター/グループ・タック/毎日放送）

## 著書
- 芦沢俊郎『シナリオ書きたい人の本 ドラマ作りの楽しさを「実作指導」を通して伝える』成美堂出版（原著2010-3-1）。ISBN 978-4415307169。